# ريفو (مايغي)
ريفو (بالإنجليزية: Rifu, Miyagi)‏ هي مدينة ساحلية تقع ضمن محافظة مايغي في اليابان، يبلغ عدد سكانها 35489 نسمة وذلك حسب إحصائيات سنة مايو 2014. تبلغ مساحتها 44.75 كم². تقع على خط عرض 38 وخط طول 140.

## أعلام
- هيساشي كاتو

## وصلات خارجية
- الموقع الرسمي